# Корнеліс ван дер Аа
Корнеліс ван дер Аа (Cornelis van der Aa; 22 жовтня 1749, Лейден — 26 жовтня 1815,Амстердам) — нідерландський книгар і письменник.
Корнеліс ван дер Аа відомий як перший книгар у Гарлемі. 1796 року зазнав політичного переслідування й був засуджений до п'яти років ув'язнення та подальшого постійного вигнання з Голландії . Наприкінці 1799 року він був звільнений і зарекомендував себе як книгар в Утрехті, де працював якийсь час, а згодом став книгарем у Амстердамі, куди переїхав 1807 року. Також відомий як автор історичних праць про свою батьківщину.

## Твори
- Beknopt Handboekje Vaderlandsche Geschiedenissen, 6 т., Амстердам 1800—1803.
- Geschiedenis van den jongst geeindigden oorlog, tot op het sluiten van den vrede te Amiens, 10 т., Амстердам 1802—1808.
- De Geschiedenis der Vereenigde Nederlanden, en derzelver buitenlandsche bezittingen, 6 т., Амстердам 1804—1810, передрук 25 т., Дордрехт 1811.
- Geschiedenis van het leven, charachter en lotgevallen van Willem V. Prins van Oranje en Nassau, 5 т., Амстердам 1806—1809.
- De doorluchtige vorsten uit den huize van Oranje-Nassau en derzelver uitmundende daden, Амстердам 1814.
- De tyrannyen der Franschen in den jaaren 1747, 1795—1813 in de Nederlanden gepleegd, Amsterdam 1814.
- Verslag van de gebeurtenissen в Амстердамі та Вердені в листопаді та грудні 1813 р., 2 т., Амстердам 1814 р.